# Губін Георгій Вікторович

Губін Георгій Вікторович. Криворізький національний університет. 2019 рік

Губін Георгій Вікторович (народ. 01. 08. 1931, м. Котельниково, нині Волгогр. обл., РФ) — український інженер-металург. Д-р тех. н. (1971), професор (1972). Дійсний член Академії гірничих наук України.
Область наукових інтересів: дослідження нового виду металургійної сировини — котунів, випал-магнітне збагачення.

## З біографії
Закінчив Московський інститут сталі (1954).
1957-79 рр. — працював у НДПІ зі збагачення та агломерації руд чорних металів «Механобрчормет» (м. Кривий Ріг);
У 1971 р. захистив докторську дисертацію за спеціальністю «Металургія чорних металів» — 05.16.02 на тему «Попереднє відновлення руд і концентратів неконвертуємим природним газом».
Від 1979 — у Криворізькому технічному університеті: зав. кафедри збагачення корисних копалин (від 1979), зав. кафедри металургії чорних металів та ливарного виробництва (від 2001).

## Творчий доробок
- Обжигмагнитное обогащение железных руд. Москва, 1969 (співавт.);
- Окомкование тонкоизмельченных концентратов железных руд. Москва, 1971 (співавт.);
- Переработка и обогащение полезных ископаемых. Кривой Рог, 1998 (співавт.);
- О мини-металлургических комплексах на горно-обогатительных комбинатах // Металлург. и горноруд. пром-сть. 2003. № 7 (співавт.);
- Перспективы развития технологии и процесса агломерации железорудного сырья // Сб. тр. междунар. науч.-тех. конф. «Теория и практика производства чугуна». Кривой Рог, 2004 (співавт.).

## Нагороди та відзнаки
Медаль за трудовую доблесть (1970);
Почесна грамота Кабінету Міністрів України (1999);
Медаль «Захисника Вітчизни» (1999).